# 5-氮杂螺［4.4］壬烷双(三氟甲磺酰)亚胺盐
5-氮杂螺[4.4]壬烷双(三氟甲磺酰)亚胺盐是一种季铵盐，化学式为C8H16N+C2F6NO4S2−。它作为锂电池的电解质有应用研究。

## 制备
它可由吡咯烷和1,4-二溴丁烷在碳酸钾存在下反应，再与双(三氟甲基磺酰)氨基锂反应得到。